# 贫穷修女会教堂 (比得哥什)
贫穷修女会圣母升天堂 （Kościół Klarysek pw. Wniebowzięcia Najświętszej Maryi Panny w Bydgoszczy）是一座历史建筑，罗马天主教教堂，(initially dedicated to the Holy Spirit, St. Adalbert, St.Clare and St. Barbara)位于波兰比得哥什市中心格但斯克街、 Mostowa 街、Jagiellonska 街和Focha 街四条街的交会处。

## 历史
1615年，贫穷修女会来到比得哥什，住进了于1582年开始修建的医院教堂（供奉圣神）。1645年9月21日，扩建的圣神堂举行祝圣仪式。增加了新的主保圣人：圣亚德伯、圣嘉勒、和圣白芭蕾，祭台里放进了他们的圣髑。
1835年，在普鲁士统治时期，该堂被改为世俗用途。1920年波兰恢复独立后，该堂也得到恢复。1922年12月3日重新祝圣。1941年3月，德国占领军关闭了教堂。战后修复。

## 建筑
该堂混合了不同建筑风格：哥特式、文艺复兴和巴洛克。堂内有许多名作，包括华丽的矫饰风格的祭台画《圣母升天》。

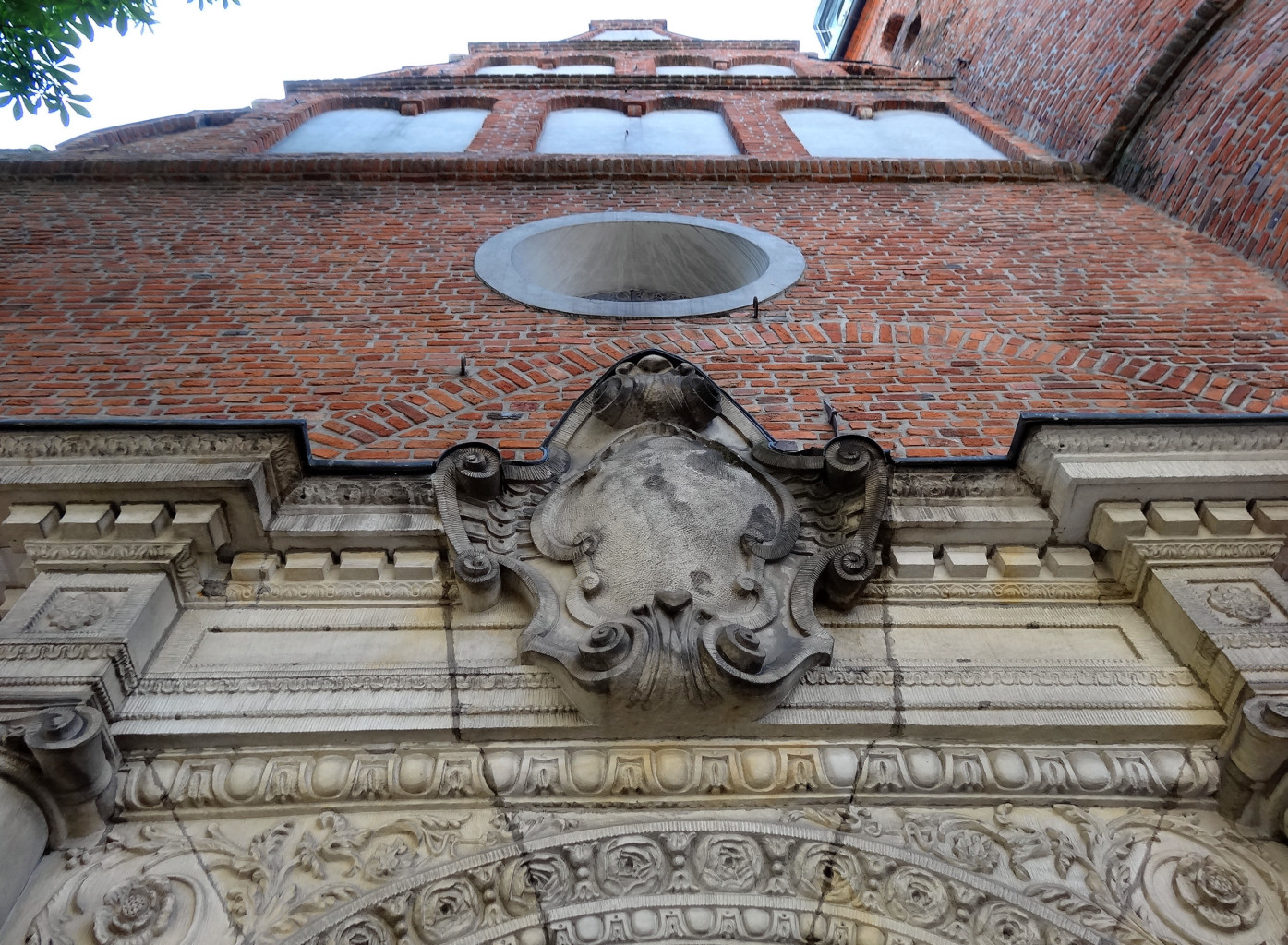
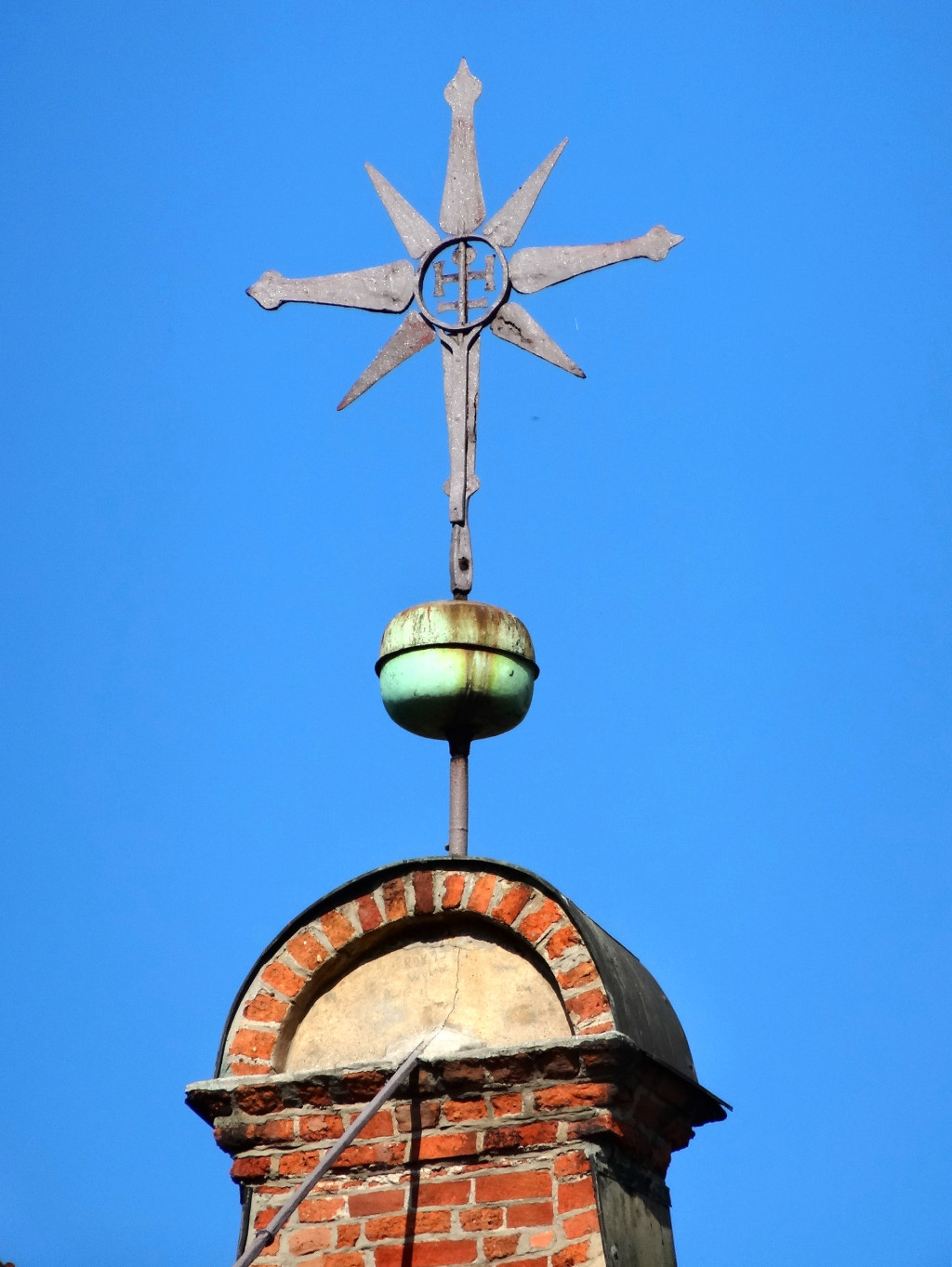
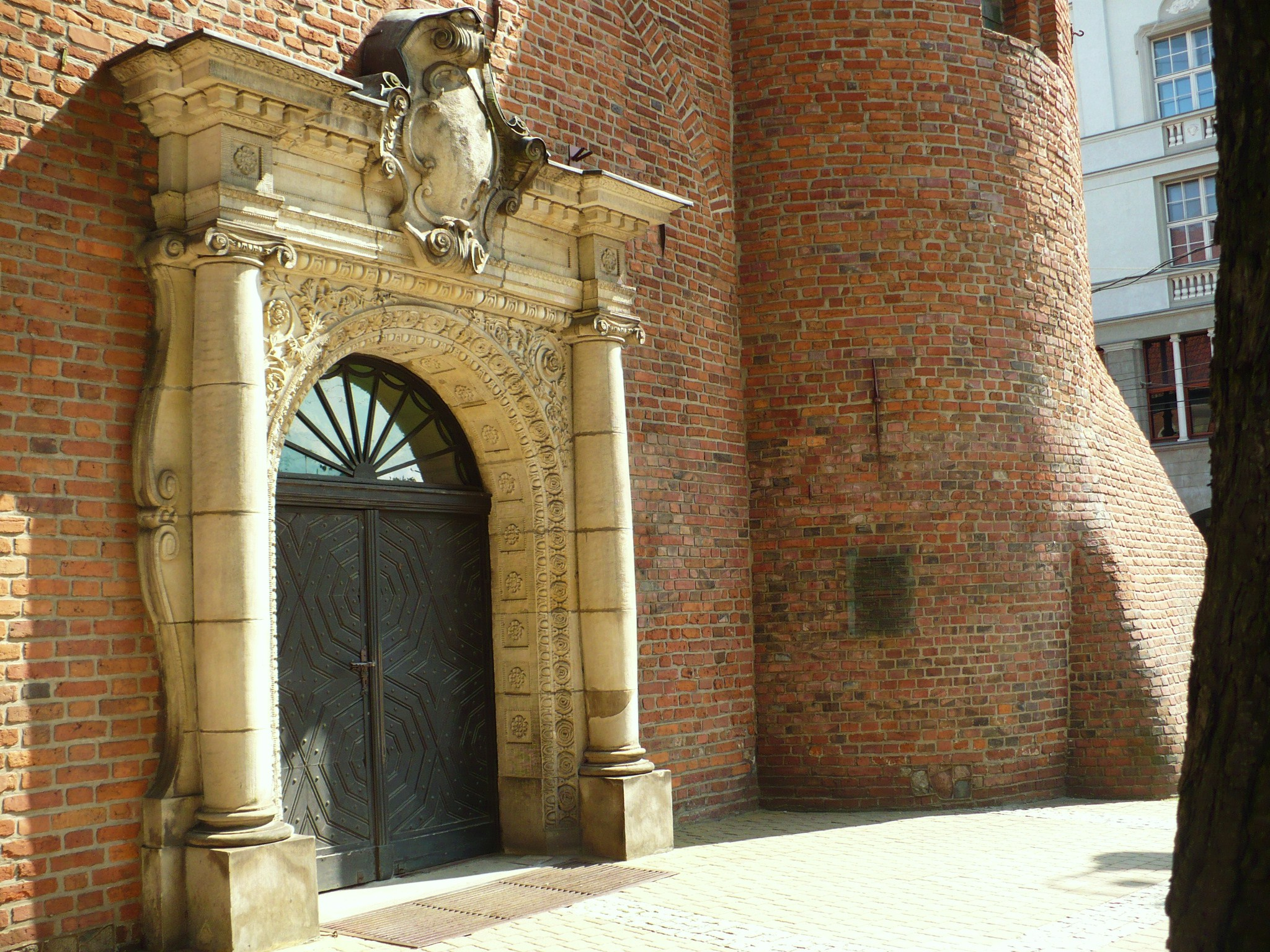
Gate
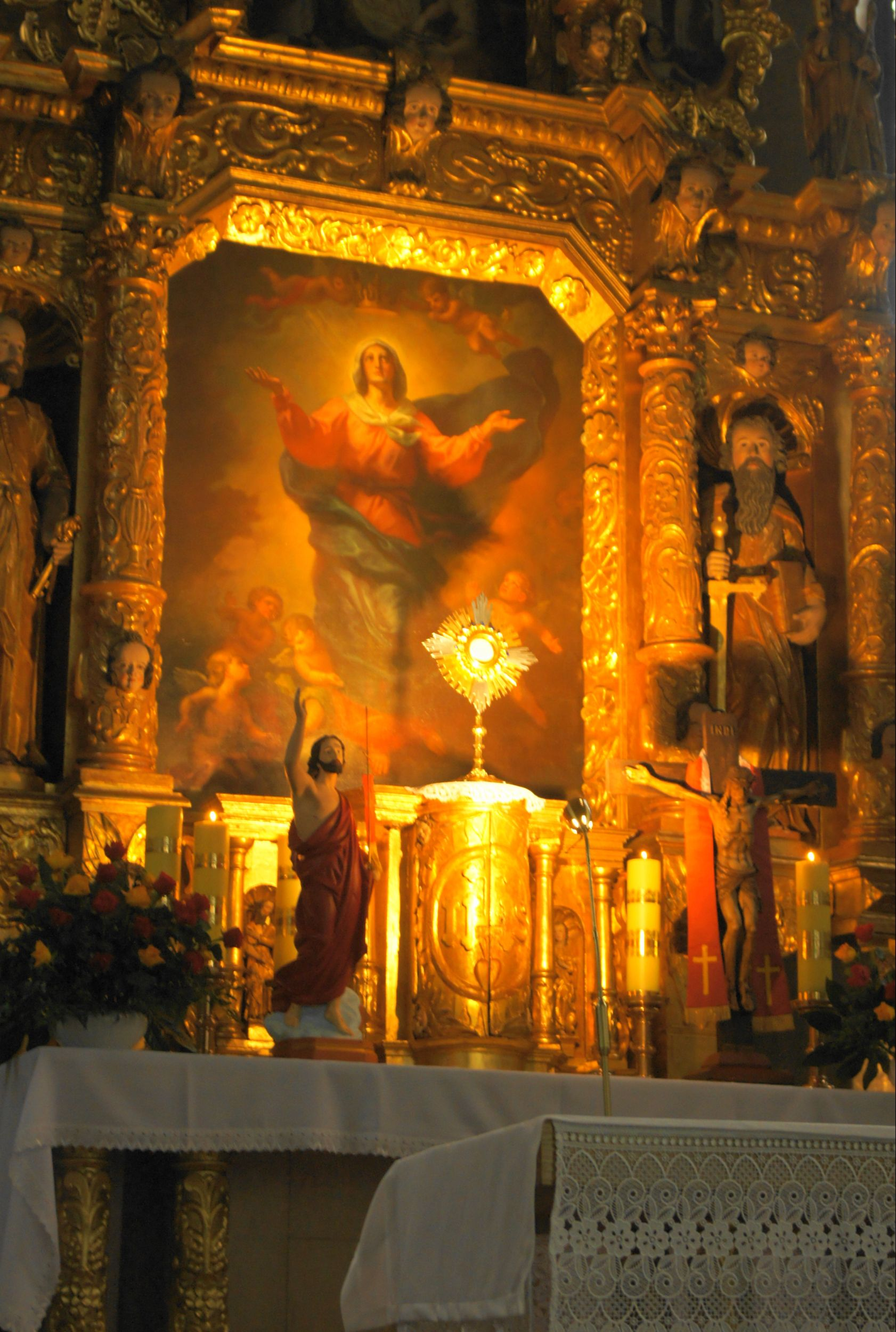
Main Altar
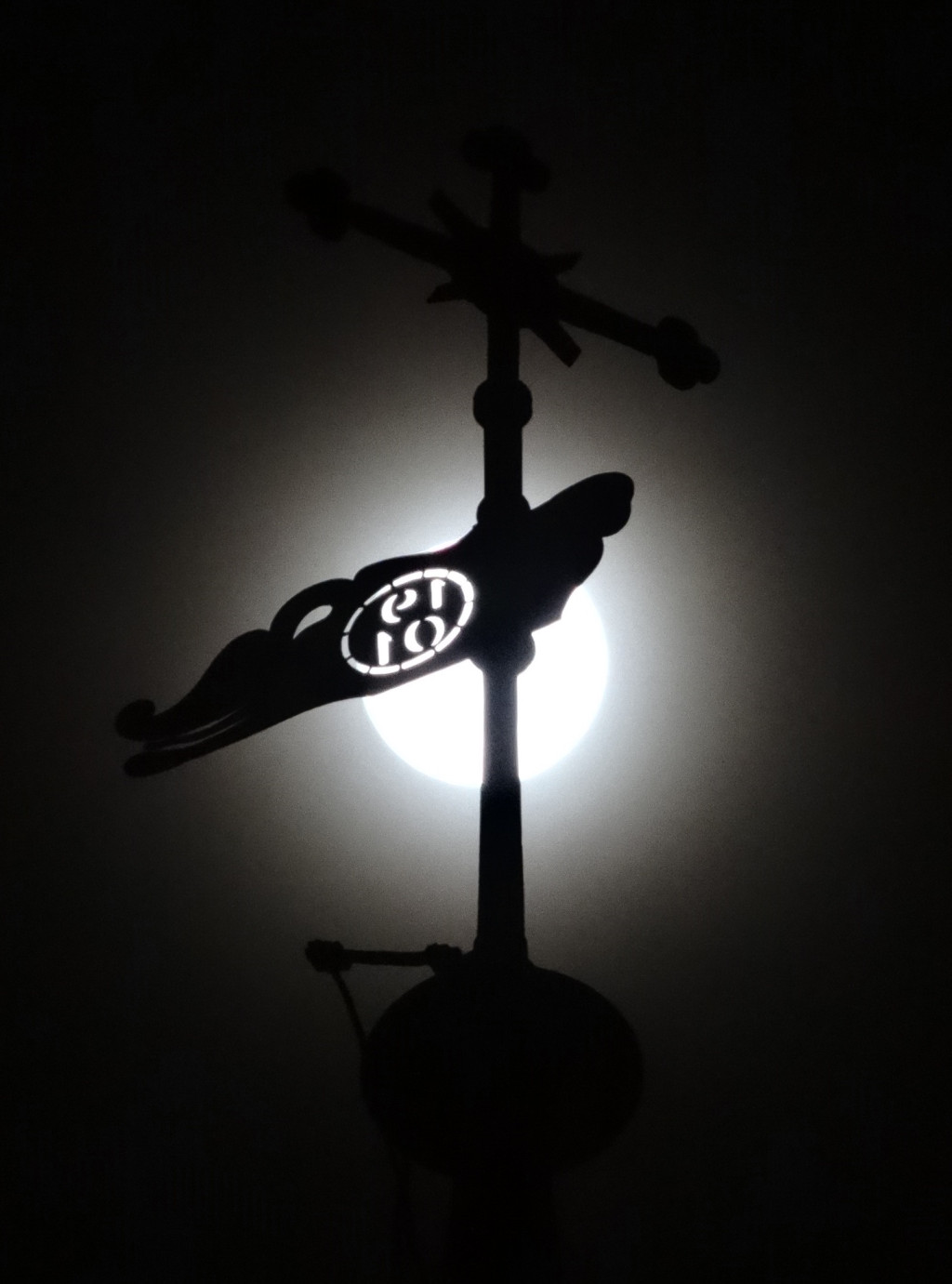
Cross and weathervane, with its inception date
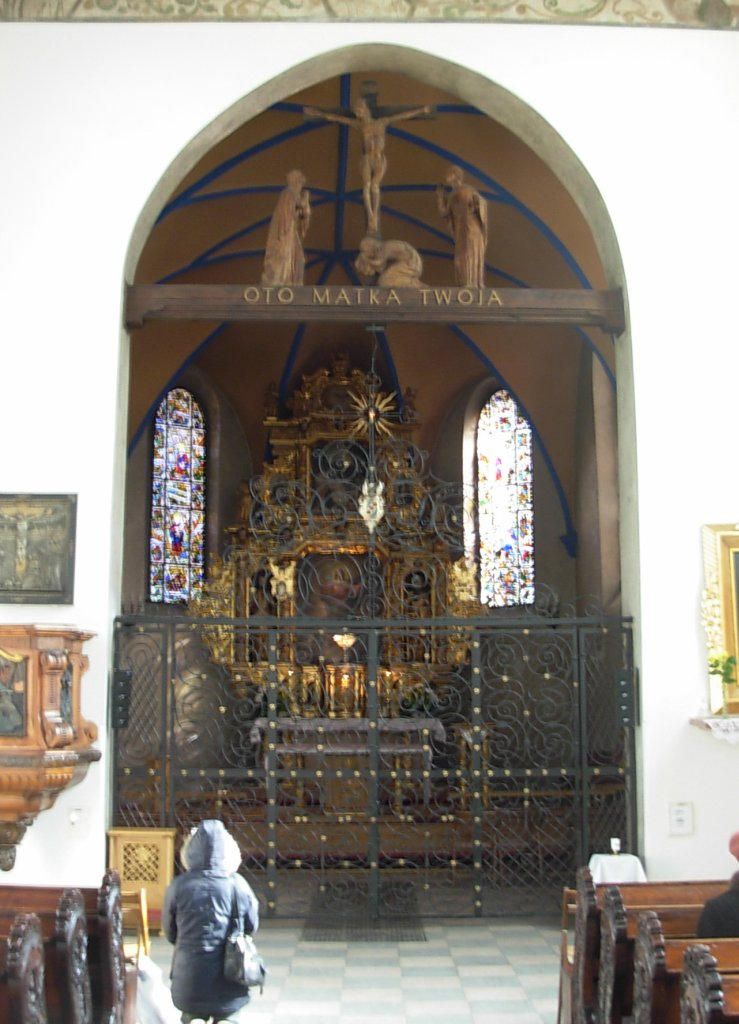
Latticework and arch
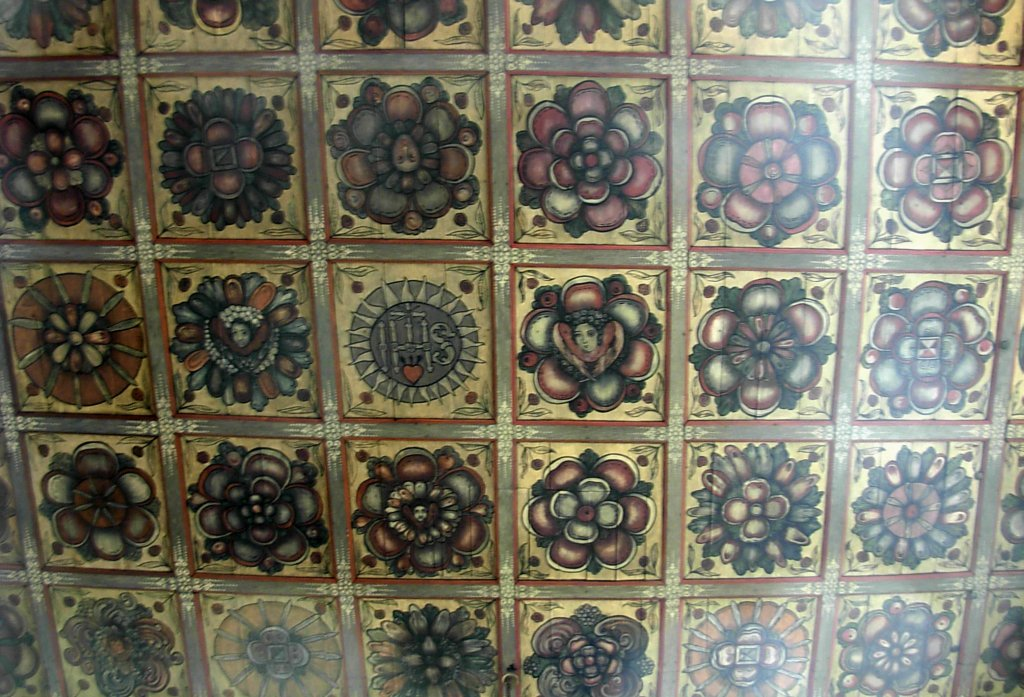
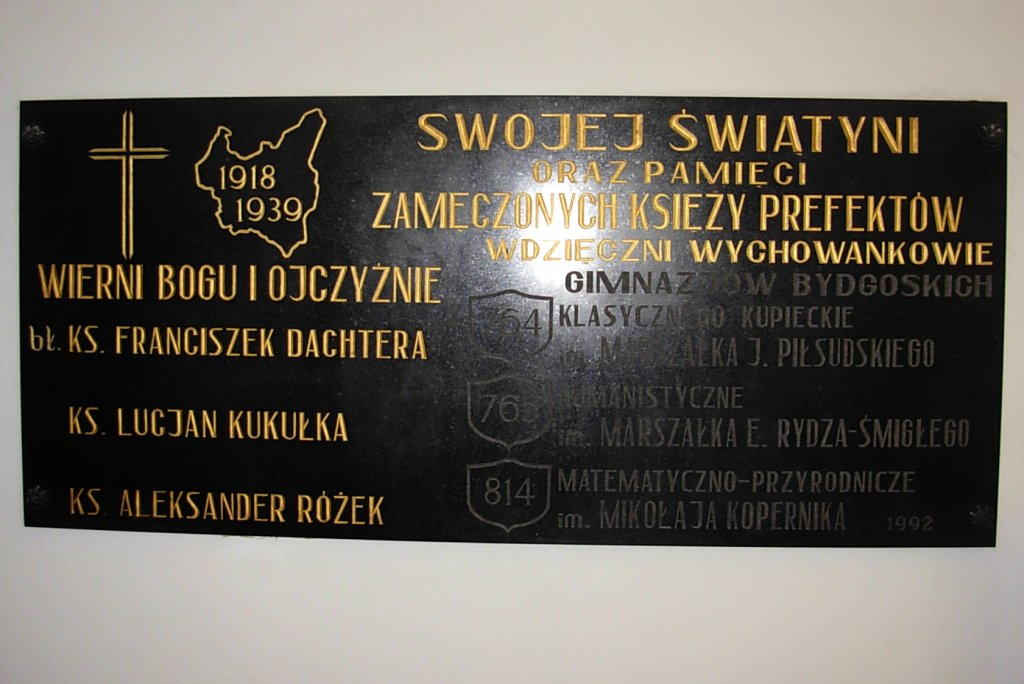
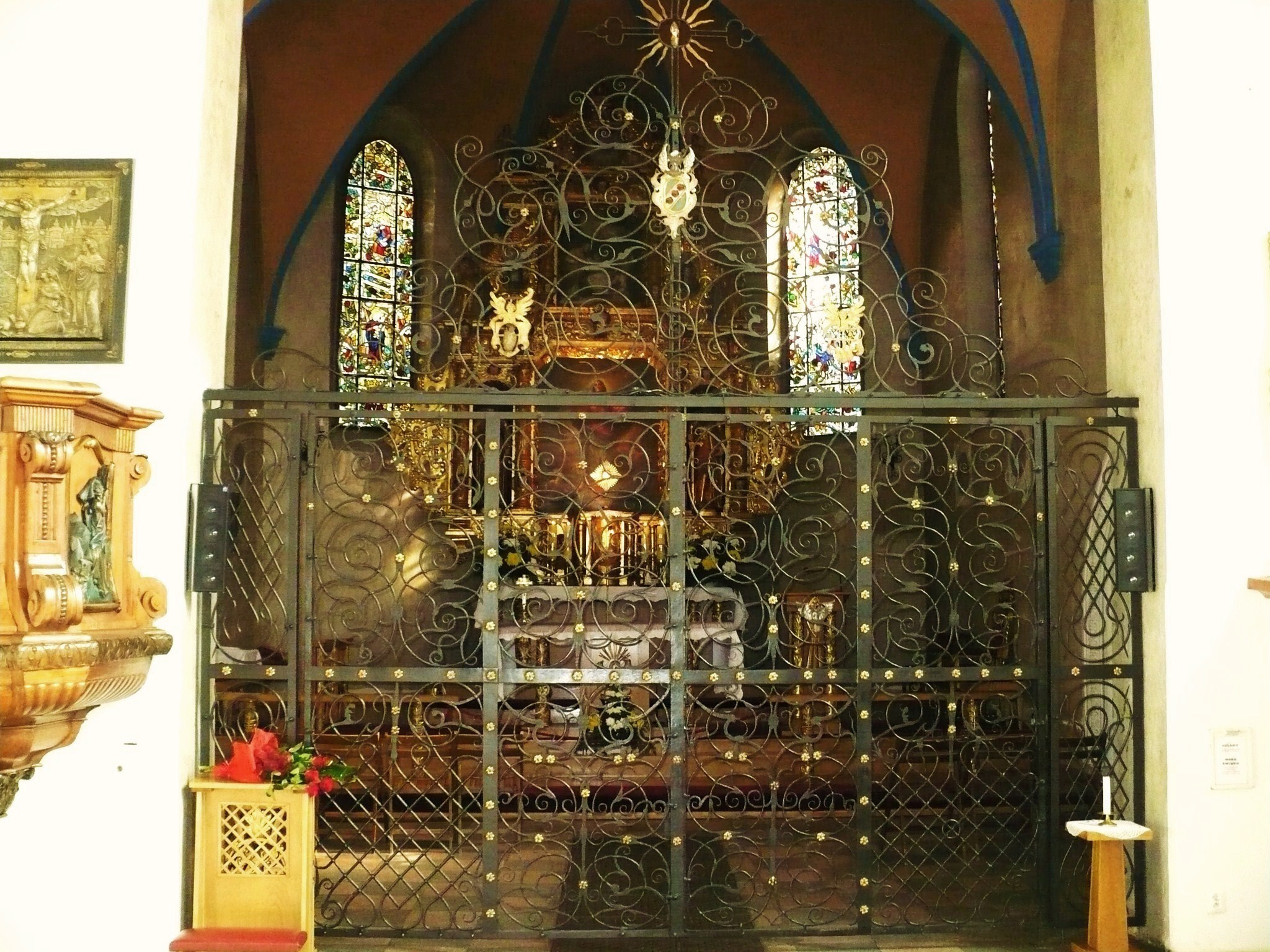
Baroque grille (zoom)